# Народный писатель Латвийской ССР
Народный писатель Латвийской ССР (латыш. Latvijas PSR Tautas rakstnieks) — почётное звание Латвийской ССР, которое присваивалось писателям за выдающиеся заслуги в развитии Латвийской советской литературы. Было утверждено Указом Президиума Верховного Совета Латвийской ССР от 4 июля 1945 года. Почётное звание «Народный писатель Латвийской ССР» присваивалось прозаикам, поэтам, драматургам, переводчикам, критикам и литературоведам, которые создали высокоидейные художественные произведения и литературоведческие труды, получившие широкое признание, и принимавшим активное участие в общественной жизни, в сближении и взаимообогащении литератур народов СССР.

## Народные писатели Латвийской ССР
Звания «Народный писатель Латвийской ССР» были удостоены:
- Андрей Упит (1943)
- Вилис Лацис (1947)
- Эрнест Бирзниек-Упит (1947)
- Анна Саксе (1965)
- Арвидс Григулис (1976)
- Регина Эзера (1981)
- Зигмунд Скуиньш (1985)
- Гунарс Приеде (1988)